# 남아프리카 축구 협의회

남아프리카 축구 협의회(영어: Council of Southern Africa Football Associations)은 남아프리카 지역의 축구 국가대표팀 연합이다.

## 소속팀
- 나미비아
- 남아프리카 공화국
- 레소토
- 마다가스카르
- 말라위
- 모리셔스
- 모잠비크
- 보츠와나
- 세이셸
- 앙골라
- 에스와티니
- 잠비아
- 짐바브웨
- 코모로

## 주관 대회
- COSAFA컵

## 같이 보기
- 아프리카 축구 연맹
- 서아프리카 축구 연맹